# William Beverly Murphy
William Beverly Murphy (17. Juni 1907 – 29. Mai 1994) war ein US-amerikanischer Lebensmittelgeschäftsmann. Zwischen 1953 und 1972 war er Präsident und CEO der Campbell Soup Company. Von 1942 bis 1945 war er von Campbell’s Soup für das War Production Board beurlaubt. Bevor er zu Campbell’s Soup kam, war er bei der A.C. Nielsen Company (1928–1938), wo ihm die Idee und Konzeption für den Nielsen Food Index und die Nielsen Drug Index Services zugeschrieben wird. Murphy war auch emeritiertes Mitglied auf Lebenszeit der MIT Corporation (Massachusetts Institute of Technology).